# Waipoua otiana
Waipoua otiana là một loài nhện trong họ Orsolobidae.
Loài này thuộc chi Waipoua. Waipoua otiana được Raymond Robert Forster & Norman I. Platnick miêu tả năm 1985.